# Ritenstreit
Der Ritenstreit, auch Akkommodationsstreit genannt, war eine von etwa 1610 bis 1744 dauernde Auseinandersetzung innerhalb der katholischen Mission vor allem in China und Indien über Vereinbarkeit bestimmter tradierter Riten mit der katholischen Religion. 

## China

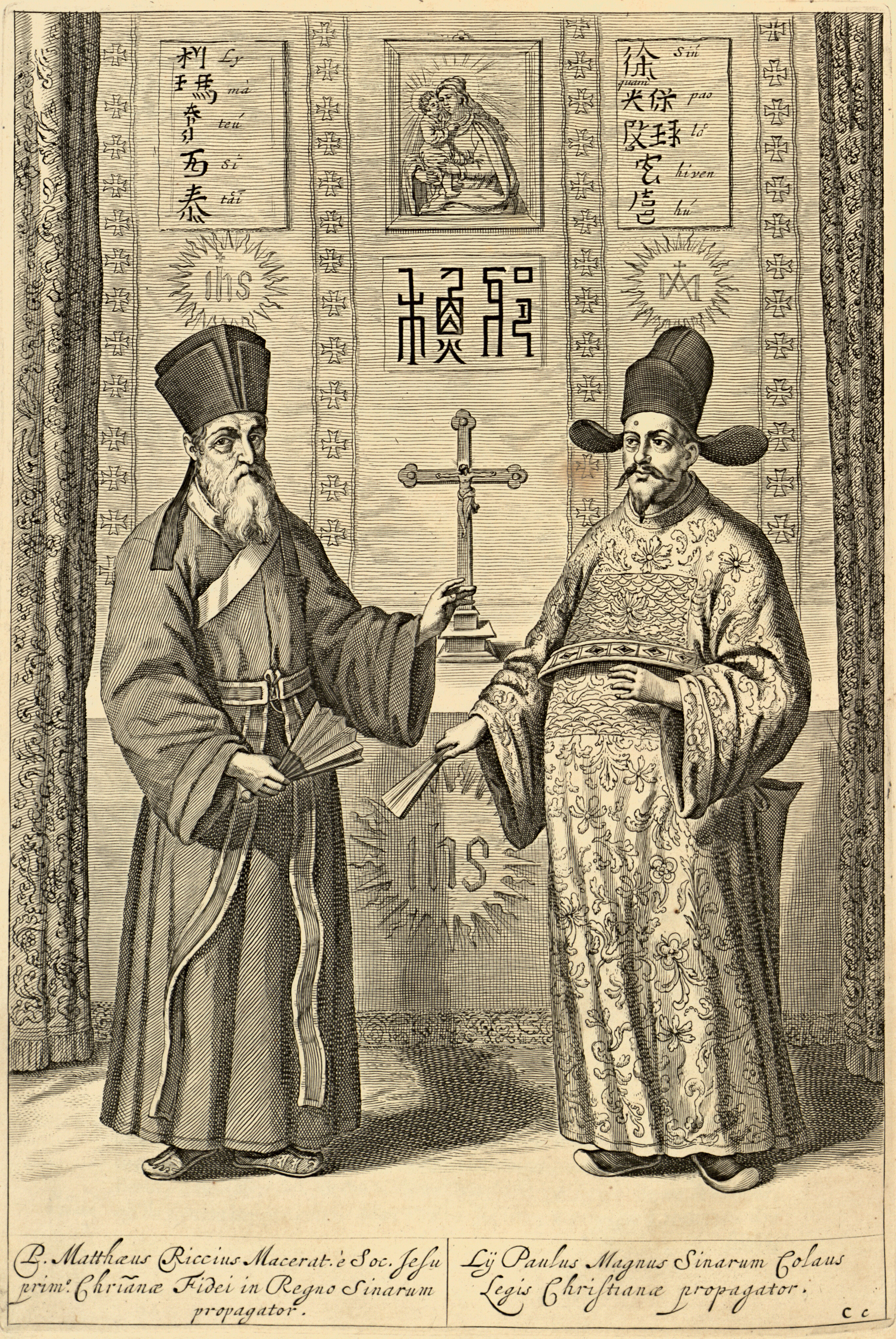
Matteo Ricci (Li Madou) und (Paulus) Xu Guangqi.

Seit Beginn des 17. Jahrhunderts entfaltete sich in China eine rege, hauptsächlich von den großen katholischen Orden, aber auch der russisch-orthodoxen Kirche getragene Missionstätigkeit. Besonders unter Kaiser Kangxi (1661–1722) genossen christliche Missionare große Freiheiten.
Innerhalb der Jesuitenmission sprach man sich bis zum Tod Matteo Riccis im Jahre 1610 überwiegend für die sogenannte Akkommodation aus. Danach wurde den zum Christentum bekehrten Chinesen die Beibehaltung der tradierten Riten und Zeremonien, insbesondere die Konfuzius- und Ahnenverehrung gestattet. Dieses Vorgehen war recht erfolgreich, so dass in China um 1720 an die 300.000 Christen gezählt wurden.
Riccis Nachfolger, Niccolò Longobardo, hielt die bisher geduldeten Riten für unerlaubt. Trotz vieler Beratungen innerhalb der Gesellschaft Jesu wurde diese Frage vorerst nicht entschieden. Durch die Ankunft der spanischen Dominikaner und Franziskaner, die für eine kompromisslose Mission ohne Zugeständnis an die chinesischen Bräuche waren, wurde der Konflikt noch verschärft. Als Juan Bautista Morales OP diese Frage Rom vorlegte, entschied man dort 1645 gegen die chinesischen Riten. Die Jesuiten unter Martino Martini erklärten diese Riten als zivile Bräuche und konnten dadurch 1656 von Papst Alexander VII. wieder eine Erlaubnis erreichen.
Charles Maigrot verfasste im Jahr 1693 das Hirtenschreiben Mandatum seu Edictum, in dem er sich gegen die chinesischen Riten stellte, und erreichte bei Papst Clemens XI. im Jahr 1704 ein Verbot der chinesischen Bräuche. Nach einer Rekursion der Jesuiten wurde dieses Verbot im Jahr 1715 bestätigt. In der Folge verbot Kaiser Yongzheng 1724 das Christentum. Nach weiteren Prüfungen verbot Papst Benedikt XIV. mit seiner päpstlichen Bulle Ex quo singulari 1742 die chinesischen Riten.
Dadurch geriet das Christentum in der Folge zusätzlich unter Druck: Missionstätigkeit wurde verboten, Konvertiten verfolgt und unterdrückt, das kirchliche Leben weitgehend in den Untergrund abgedrängt. Zahlreiche Missionare mussten das Land verlassen; nur die Jesuiten, die am Kaiserhof arbeiteten, durften bleiben. Damit war die Mission insgesamt gescheitert. Die verstreut in ganz China bestehenden Gemeinden überlebten trotzdem bis ins 19. Jahrhundert. Das Verbot wurde 1939 „infolge der veränderten Lage“ von Papst Pius XII. wieder aufgehoben. Als wichtiger Nebeneffekt des Ritenstreits kann die Fülle zeitgenössischer Publikationen gesehen werden, in denen europäische Missionare ihre Einschätzungen wiedergeben und die somit wichtige Quellen des damaligen Chinabildes in Europa darstellen. Insgesamt soll es über hundert Druckwerke zum Ritenstreit gegeben haben.

## Indien
In Indien geriet Roberto de Nobili SJ mit seiner Anpassung an hinduistische Riten und Gebräuche in Konflikt mit seinen portugiesischen Mitbrüdern. Papst Gregor XV. gestattete jedoch am 31. Januar 1623 in der Bulle Romanae sedis antistetes Nobilis Missionsmethode. Durch die Ankunft der Kapuziner in Indien verschärfte sich der Konflikt. Der päpstliche Legat Maillard de Tournon untersagte schließlich die vorsätzliche Anpassung an indisches religiöses Brauchtum, Papst Clemens XII. bestätigte 1734 und 1739 das Verbot. Eine abschließende Verurteilung dieser Missionsweise erfolgte durch Papst Benedikt XIV. mit der Bulle Omnium solicitudinum im Jahr 1744.
 Das Verbot wurde 1940 von Rom wieder aufgehoben.